# شیزوکو
شیزوکو، خاندان سامورایی انگلیسی: 士族 Shizoku یک طبقه اجتماعی بود که در ۲۵ ژوئیه سال ۱۸۶۹ به عنوان قسمتی از اصلاحات میجی با طبقه اجتماعی قبلی سامورائی ادغام شد. این طبقه اجتماعی از کازوکو (یک طبقه اجتماعی ادغام شده از کوگه (درباریان) و دایمیوها) و همان‌طور طبقه روستایی و غیر اشرافی مجزا بود. عنوان شیزوکو هیچ امتیاز خاصی نداشت، بنابراین عنوان صرفاً جهت ثبت نام بود. بعد از شکست امپراتوری ژاپن در جنگ جهانی دوم نام شیزوکو در سال ۱۹۴۷ از بین رفت.